# Филиппов, Матвей Филиппович
Матвей Филиппович Филиппов (1802, Ярославль — 29 марта 1874, Москва) — русский архитектор из каменных дел мастеров.
Родился в Ярославле в 1802 году. Крепостной человек Нарышкиной, он, вместе со своими земляками-каменщиками, отправлялся обыкновенно на заработки в Санкт-Петербург и там имел случай изучать строительное искусство на практике. Первое здание, за отделку которого он получил серебряную медаль, была домовая церковь Императорской Академии художеств. Затем, будучи московским 3-й гильдии купцом, он за свои отличные практические познания в строительном искусстве, доказанные им во время нахождения в 1837 году при архитекторе К. А. Тоне на огромных сооружениях в Москве, вроде храма Христа Спасителя, Большого Кремлёвского дворца, и проч., и ставившие его на степень первого в России каменных дел мастера, был удостоен Академией художеств в 1857 году звания свободного художника. Умер 29 марта 1874 года в Москве.